# Sally Marks
Pour les articles homonymes, voir Marks.
Sally Jean Marks, née le 18 janvier 1931 à New Haven et morte le 13 janvier 2018 à Bethlehem (Pennsylvanie), est une historienne américaine.

## Biographie
Née le 18 janvier 1931 à New Haven, elle est la fille de Margaret Ellen (Gates) Marks et de Percy Marks.
De 1977 à 1988, elle a été professeur d'histoire au Providence College (Rhode Island),. 
Elle a beaucoup écrit sur les réparations de la Première Guerre mondiale et la diplomatie dans l'entre-deux-guerres en général. Ses ouvrages ont reçu de nombreux prix et critiques.

## Distinctions et prix
- 1981 : Prix George Louis Beer et prix Phi Alpha Theta pour Innocent Abroad : Belgium at the Paris Peace Conference of 1919[6].